# Touring Sciàdipersia
Der Touring Sciàdipersia ist ein Sportwagen des Mailänder Karosseriebauunternehmens Touring Superleggera, dessen Coupé-Version auf der Technik des Maserati GranTurismo basiert. Die Modellbezeichnung knüpft an einen Maserati-Klassiker aus den frühen 1960er-Jahren an. Dem 2018 vorgestellten geschlossenen Fahrzeug wurde 2019 ein Cabriolet zur Seite gestellt. Von beiden Versionen wurde eine Kleinstserie von 10 bzw. 15 Fahrzeugen angekündigt.

## Hintergrund

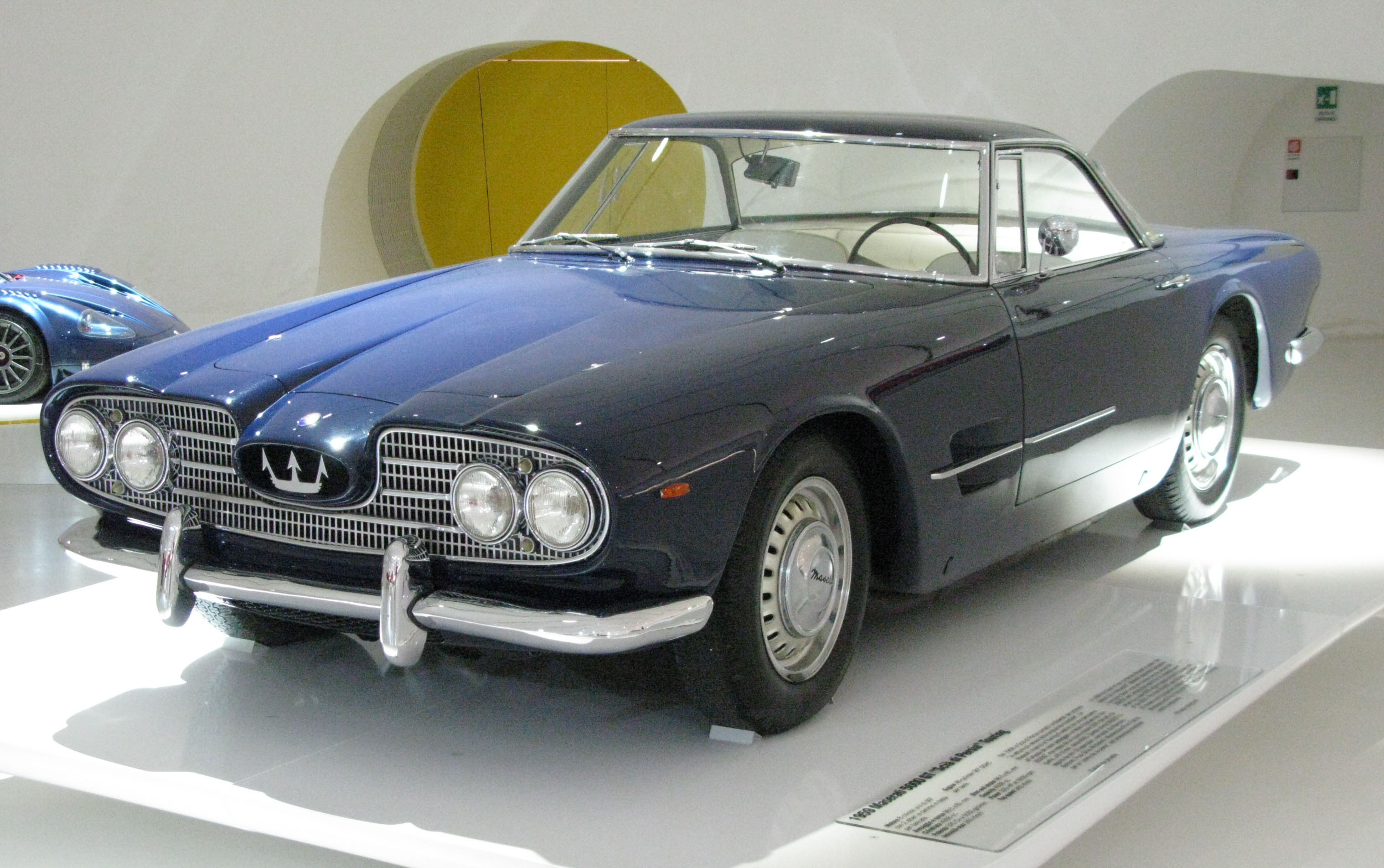
Historisches Vorbild: Maserati 5000 GT „Scià di Persia“ mit Touring-Aufbau (1959)

Das 2006 gegründete Unternehmen Touring Superleggera entwickelt Designstudien für Automobile und stellt Prototypen her. Der Name des Unternehmens nimmt auf die traditionsreiche Mailänder Carrozzeria Touring Bezug, die von 1926 bis 1966 als Designstudio und Karosseriebauunternehmen aktiv war. Eine rechtliche Beziehung zwischen Touring Superleggera und der Carrozzeria Touring besteht nicht. Die historische Carrozzeria Touring kleidete in ihrer 40-jährigen Existenz zahlreiche Sportwagen ein, die heute als Klassiker gelten. Zu Tourings Kunden gehörten neben den italienischen Sportwagenherstellern auch Aston Martin, Bristol und Jensen. Als Superleggera (deutsch etwa: superleicht) wird eine in den 1930er-Jahren von der Carrozzeria Touring entwickelte Konstruktionsmethode bezeichnet, bei der die Aluminiumkarosserien auf einem leichten dreidimensionalen Gestänge aus Profilen unterschiedlicher Form und Stärke montiert wurden.
Die neu gegründete Touring Superleggera präsentiert seit 2008 regelmäßig Sportwagenstudien mit Modellbezeichnungen, die an klassische italienische Sportwagen erinnern. Zu ihnen gehörten der Maserati A8GCS (2008) und der Disco Volante (2012), der ein gleichnamiges Alfa-Romeo-Modell (1953) zitierte.
Mit dem 2018 vorgestellten Sciàdipersia setzt Touring Superleggera diese Tradition fort. Das Auto knüpft an eine 1959 entstandene Version des Maserati 5000 GT an. Der 5000 GT ist ein Hochleistungssportwagen, dessen Entwicklung auf Mohammad Reza Pahlavi, den damaligen Schah von Persien, zurückgeht. Das an Pahlevi gelieferte Auto hatte einen Aufbau, den die Carrozzeria Touring entworfen hatte. Es war anfänglich als Einzelstück geplant; aufgrund des erheblichen Interesses der internationalen Kundschaft bauten Maserati und Touring aber in den folgenden Monaten noch drei weitere, fast identische Fahrzeuge. Später kamen noch etwa 30 Exemplare mit abweichenden Karosserien hinzu, die zumeist von Allemano, in geringerem Umfang aber auch Frua, Ghia und anderen Carrozzieri gebaut wurden. Die Version mit der Touring-Karosserie erhielt in der Automobilliteratur bald den Beinamen Scià di Persia (italienisch für Schah von Persien), um sie von den anderen Versionen abzugrenzen. Fruas Variante dagegen wurde im Hinblick auf ihren Auftraggeber Karim Aga Khan IV. als Maserati 5000 GT Aga Khan bezeichnet.
Das Sciàdipersia Coupé von Touring Superleggera wurde im März 2018 auf dem Genfer Auto-Salon öffentlich vorgestellt. Ein Jahr später erschien am gleichen Ort die Cabrioletversion.

## Modellbeschreibung

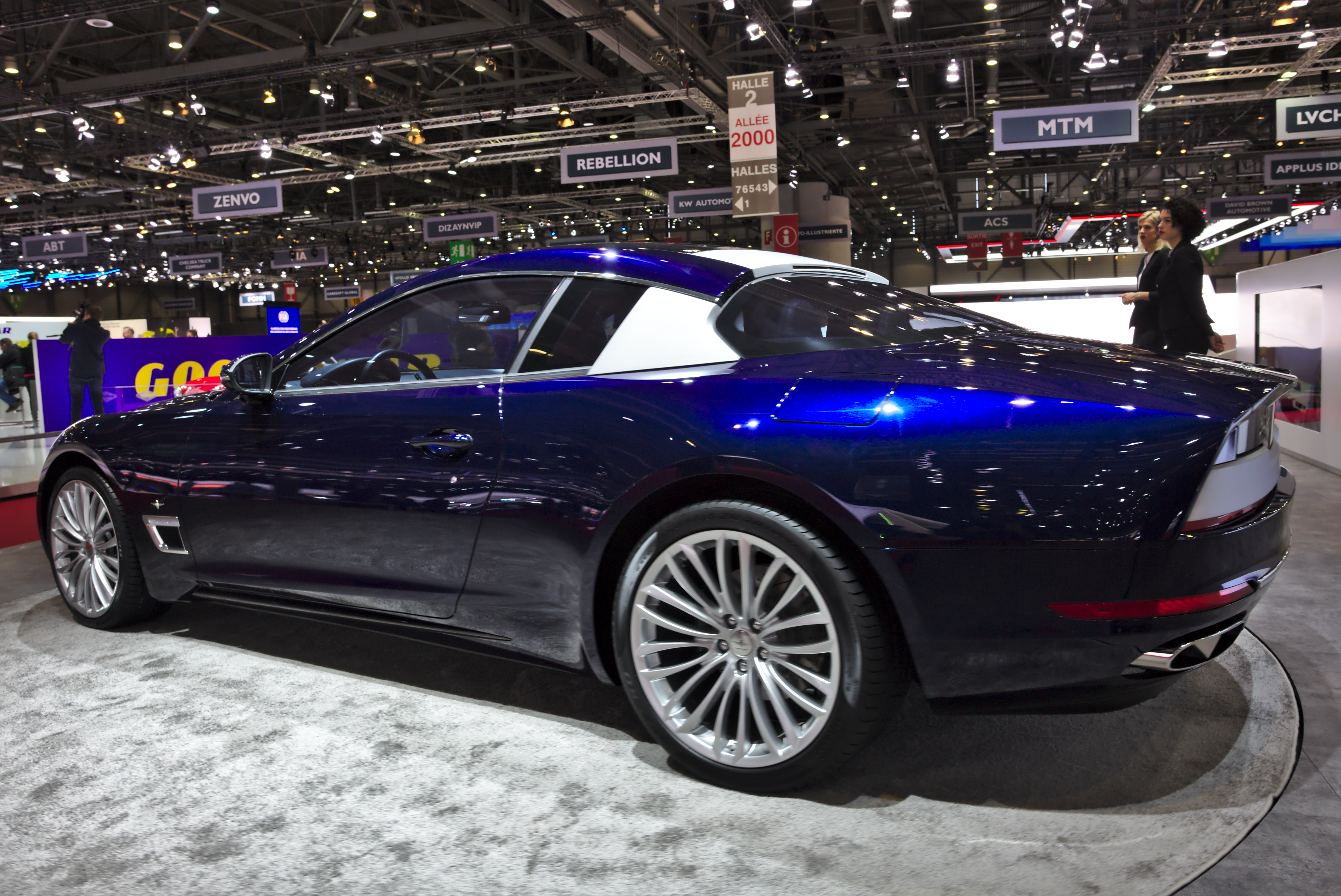
Stilisierte Panoramascheibe hinten

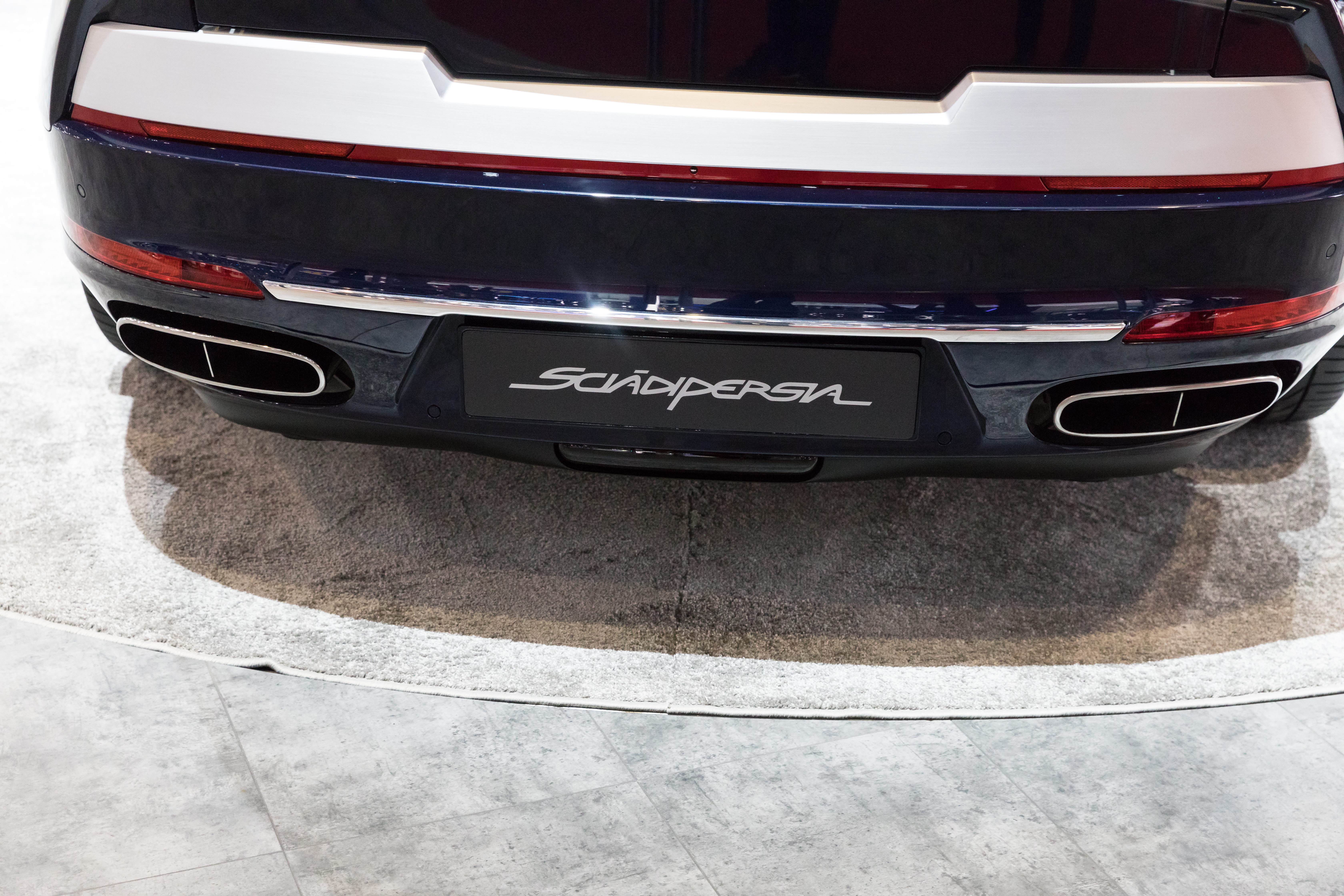
Heckabschluss

### Coupé
Der Touring Sciàdipersia basiert technisch auf dem seit 2007 produzierten Maserati GranTurismo. Von ihm übernimmt er die gesamte Antriebstechnik, die Verkabelung und die Grundstruktur der Karosserie. Die äußerlich sichtbaren Karosserieteile sind dagegen vollständig neu gestaltet. Die Form entwarf der Belgier Louis de Fabribeckers, der seit 2007 Designchef bei Touring Superleggera ist. Die neuen Karosserieteile werden bei Touring Superleggera in Handarbeit aus Aluminiumblechen, partiell aber auch aus Kunststoff gefertigt.
Der Grundlinie des von Pininfarina entworfenen Basisfahrzeugs folgend, ist der Sciàdipersia ein Coupé mit flach verlaufender Dachlinie und angedeutetem Stufenheck. Ein besonderes stilistisches Merkmal der Frontpartie ist eine über die gesamte Wagenbreite reichende schmale Kühleröffnung, die am oberen Rand mit einer waagerechten Chromstrebe verziert ist. In sie sind die Tagfahrlichter eingelassen; an den äußeren Enden befinden sich die runden Scheinwerfer. Insgesamt wird die Frontpartie als „verschachtelt“ beschrieben. Die C-Säule ist mit einem breiten Streifen aus gebürstetem Aluminium dekoriert, der sich am oberen Ende der Heckscheibe über das Dach fortsetzt. Anders als die übrigen Glasflächen ist die Heckscheibe neu gestaltet. Sie ist seitlich gebogen und zitiert die hintere Panoramascheibe des Maserati 5000 GT Scià di Persia, erreicht allerdings deren Dimensionen nicht. Am Heckabschluss befindet sich wiederum ein über die ganze Wagenbreite reichendes silbernes Zierelement. Die Rückleuchten sind in die Stoßstange eingelassen. Sitze und Armaturenbrett sind ebenfalls vom Maserati GranTurismo übernommen. Allerdings verwendet Touring Superleggera eigene Bezugs- und Dekormaterialien.
Der Sciàdipersia wird von einem 4691 cm³ großen Achtzylinder-V-Motor angetrieben, der 338 kW (460 PS) leistet. Das von Maserati übernommene Triebwerk wird nicht modifiziert.
Die Abmessungen des Sciàdipersia stimmen weitgehend mit denen des Basisfahrzeugs überein. Lediglich in der Länge übertrifft er Maseratis Basismodell um einige Zentimeter. Das Gewicht liegt 200 kg unter dem des Ausgangsfahrzeugs von Maserati.

### Cabriolet

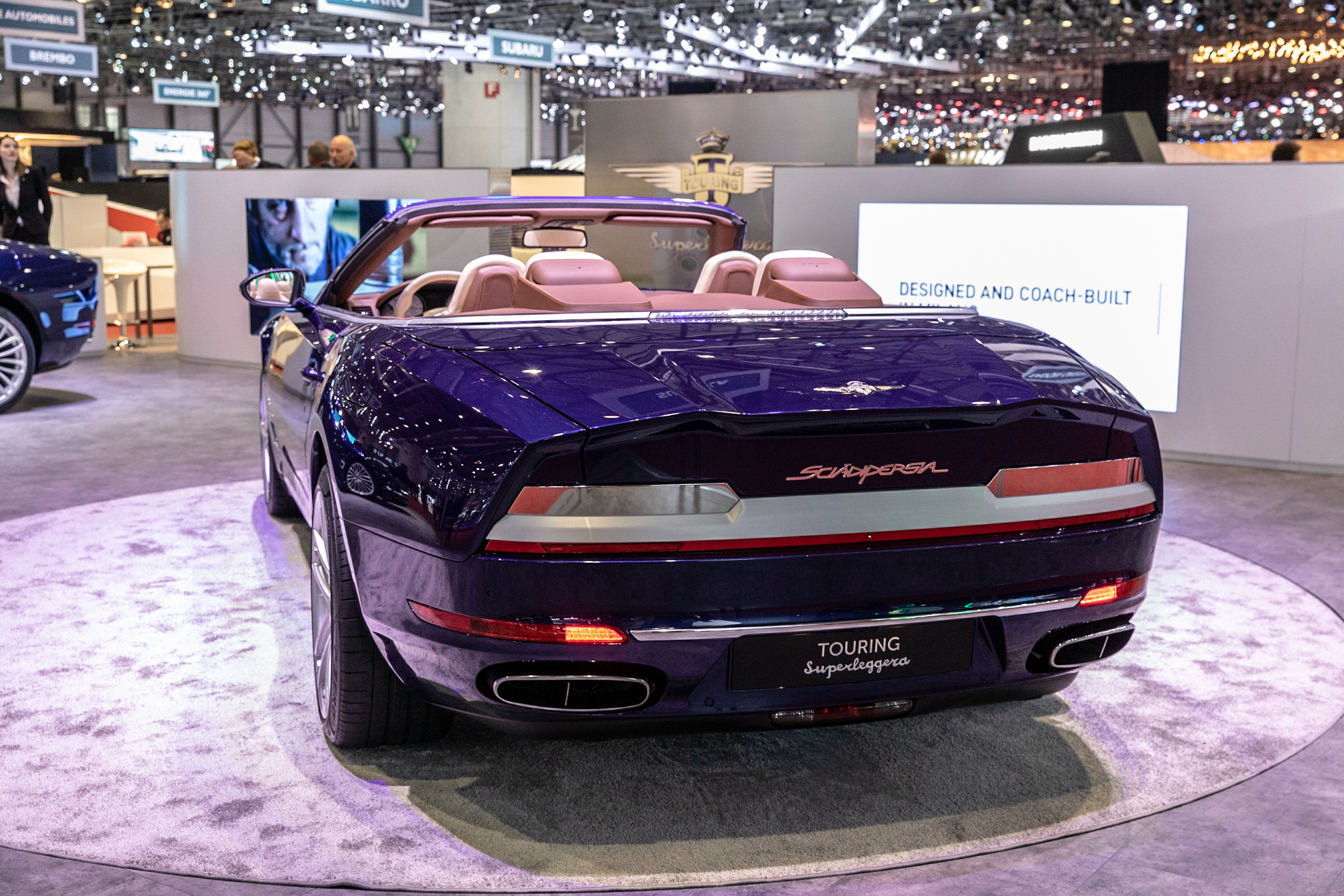
Sciàdipersia Cabriolet (2019)

Im März 2019 erschien die Cabrioletversion des Sciàdipersia. Sie entspricht stilistisch dem Coupé. Technische Basis ist das Maserati GranCabrio, von dem der Sciàdipersia auch das Stoffdach, die Glaspartien und die Antriebstechnik übernimmt. Allerdings wurden einige Details überarbeitet. Hierzu gehört die Gürtellinie, die im Gegensatz zu Maseratis Basismodell und zum Sciàdipersia Coupé leicht ansteigt.

## Produktion
Die Angaben zum Produktionsumfang sind unterschiedlich. Einige Quellen gehen davon aus, dass 2018 insgesamt zehn Exemplare des Coupés hergestellt worden sind, andere halten das in Genf 2018 gezeigte Auto für ein Einzelstück. Zum Cabriolet kündigte Touring in Genf 2019 eine Produktion von insgesamt 15 Fahrzeugen an. Offizielle Angaben zum Preis der Fahrzeuge gibt es nicht.

## Technische Daten
| Kenngrößen                                  | Touring Sciàdipersia Coupé   | Touring Sciàdipersia Cabriolet |
| ------------------------------------------- | ---------------------------- | ------------------------------ |
| Motortyp                                    | V8-Ottomotor                 | V8-Ottomotor                   |
| Gemischaufbereitung                         | Direkteinspritzung           | Direkteinspritzung             |
| Hubraum                                     | 4691 cm³                     | 4691 cm³                       |
| max. Leistung                               | 338 kW (460 PS) bei 7000/min | 338 kW (460 PS) bei 7000/min   |
| max. Drehmoment                             | 520 Nm bei 4750/min          | 520 Nm bei 4750/min            |
| Antrieb, serienmäßig                        | Hinterradantrieb             | Hinterradantrieb               |
| Getriebe                                    | 6-Gang-MC-Auto-Shift         | 6-Gang-MC-Auto-Shift           |
| Höchstgeschwindigkeit                       | 299 km/h                     | 288 km/h                       |
| Beschleunigung, 0–100 km/h                  | 4,8 s                        | 5,0 s                          |
| Kraftstoffverbrauch auf 100 km (kombiniert) | 14,3 l Super                 | 14,5 l Super                   |
| CO2-Emission (kombiniert)                   | 331 g/km                     | 337 g/km                       |
| Abgasnorm nach EU-Klassifikation            | Euro 6                       | Euro 6                         |